# Unidade Popular (Espanha)
A Unidade Popular (em castelhano:  Unidad Popular, UP) é uma coligação eleitoral de partidos políticos da Espanha, para concorrer às Eleições gerais na Espanha em 2015.
A coligação é liderada por Alberto Garzón e, apesar de vários partidos integram a coligação, o partido principal é a Esquerda Unida, visto que, 72% dos cabeças de lista da coligação são deste partido.

## Resultados eleitorais

### Eleições legislativas
| Data | Votos   | %        | Deputados | Status |
| ---- | ------- | -------- | --------- | ------ |
| 2015 | 923 105 | 3,7 (#5) | 2 / 350   |        |

## Partidos membros
| Partido | Partido                                         | Ideologia                     |
| ------- | ----------------------------------------------- | ----------------------------- |
|         | Esquerda Unida                                  | Socialismo, Marxismo          |
|         | Chunta Aragonesista                             | Ecossocialismo, Regionalismo  |
|         | Batzarre                                        | Comunismo                     |
|         | Construindo a Esquerda - Alternativa Socialista | Socialismo, Republicanismo    |
|         | Esquerda Castelhana                             | Socialismo, Feminismo         |
|         | Esquerda Asturiana                              | Socialismo                    |
|         | Entre Tod@s Sí Se Puede Córdoba                 | Democracia direta, Populismo  |
|         | Segoviemos                                      | Democracia direta, Populismo  |
|         | Unidade Popular em Comum                        | Socialismo, Democracia direta |